# لون سورفايفر
لون سورفايفر (بالإنجليزية: Lone Survivor)‏ ، هي لعبة فيديو إلكترونية من نوع رعب البقاء، طورها ونشرها شركة سوبرفلات غيمز البريطانية سنة 2012م، وتعمل على أنظمة الحاسب الشخصي وبلاي ستيشن 3 وبلاي ستيشن 4 وبلاي ستيشن فيتا.